# Hamba, Sibiu
Hamba (în dialectul săsesc Hunebich, Hunebiχ, în germană Hahnbach, Hahnenbach, în trad. "Pârâul cocoșului", în maghiară Kakasfalva, în trad. "Satul cocoșului") este un sat în comuna Șura Mare din județul Sibiu, Transilvania, România.

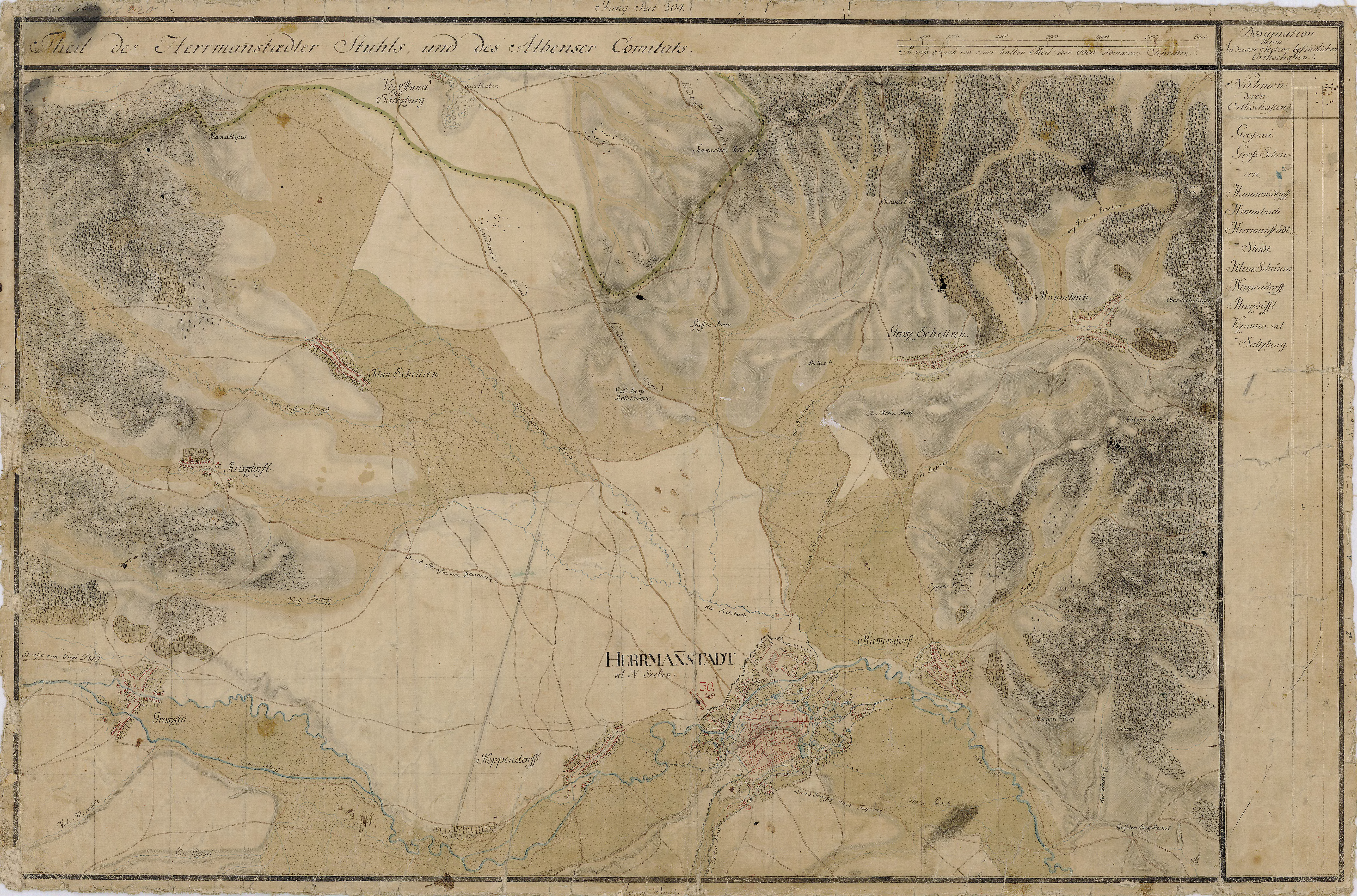
Hamba în Harta Iosefină a Transilvaniei, 1769-1773

## Personalități
- Dionisie P. Decei (1869 - 1949)  deputat în Marea Adunare Națională de la Alba Iulia 1918

## Galerie imagini

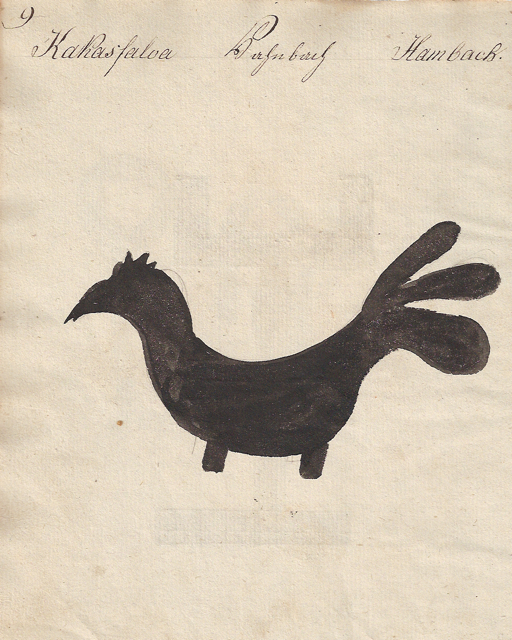
1826 - Danga pentru vitele din Hamba
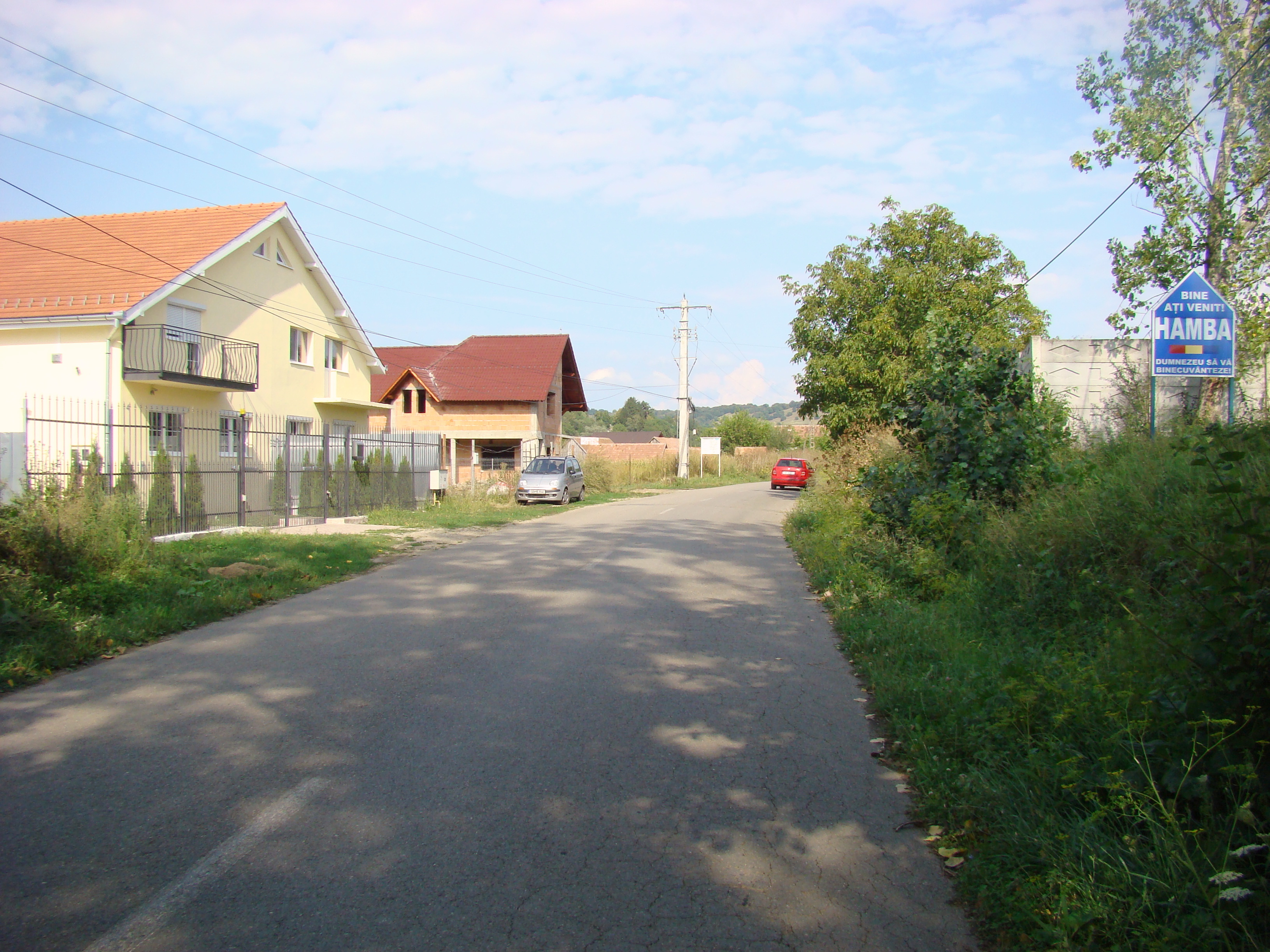
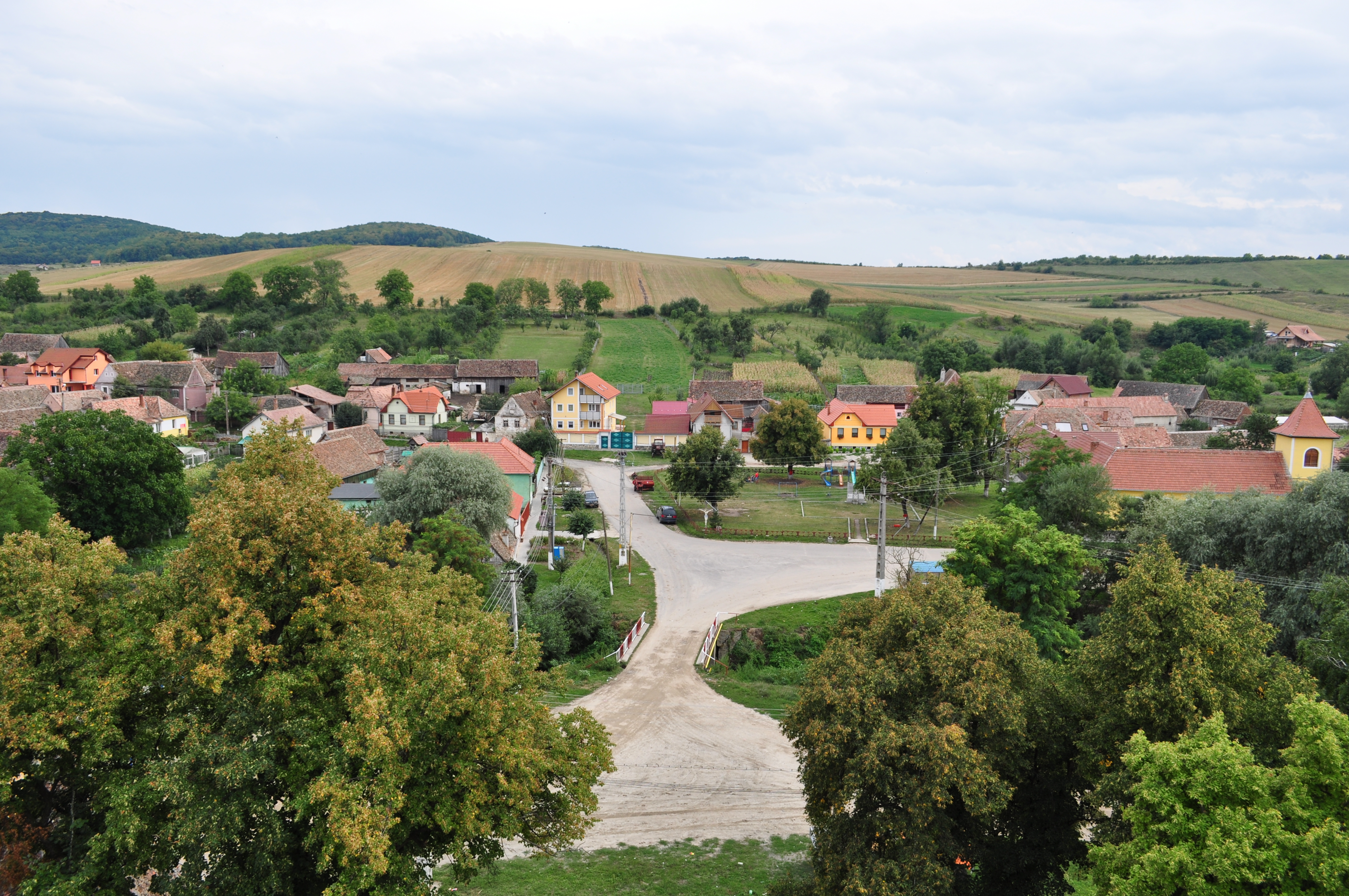
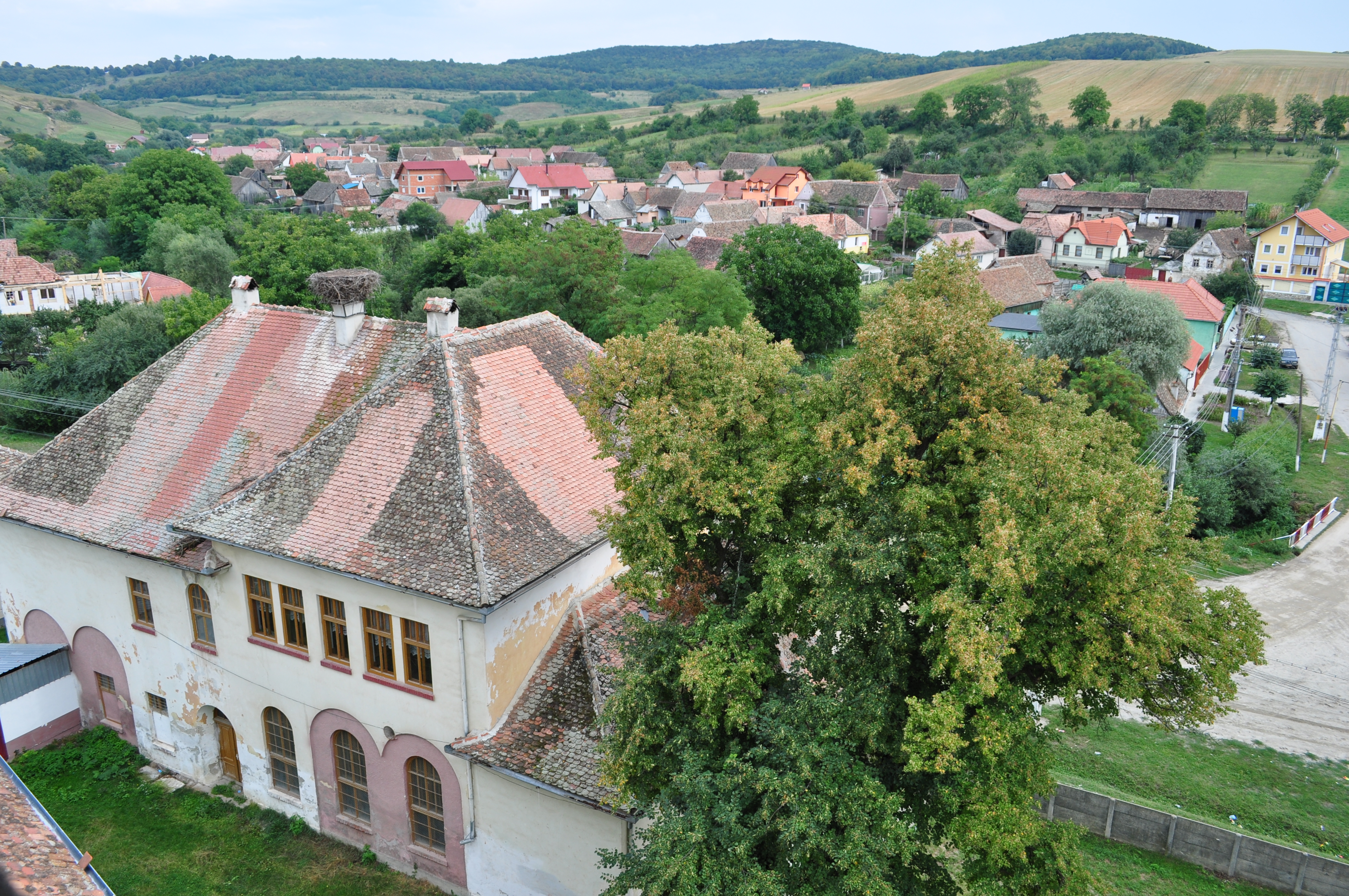
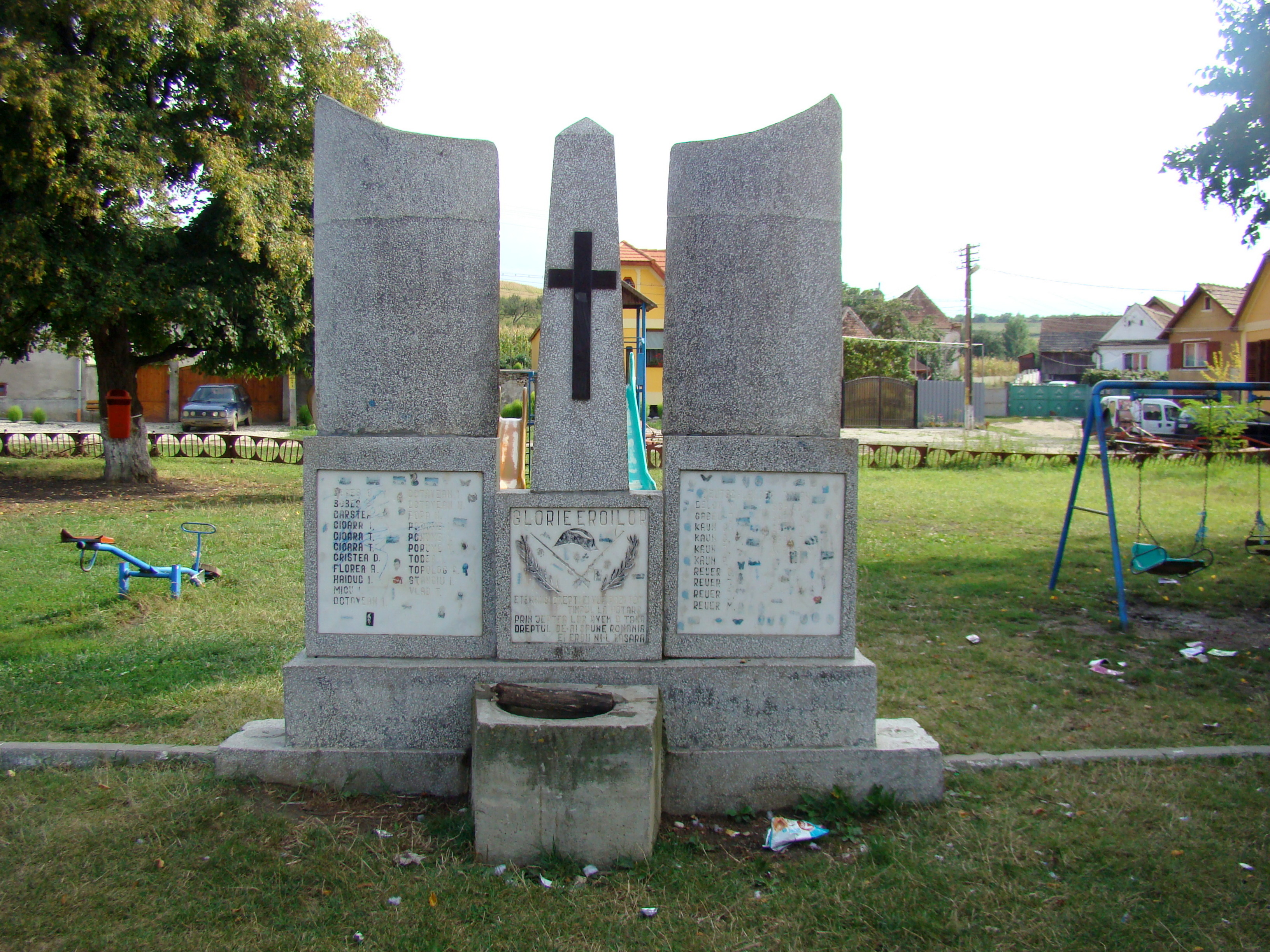
Monumentul Eroilor
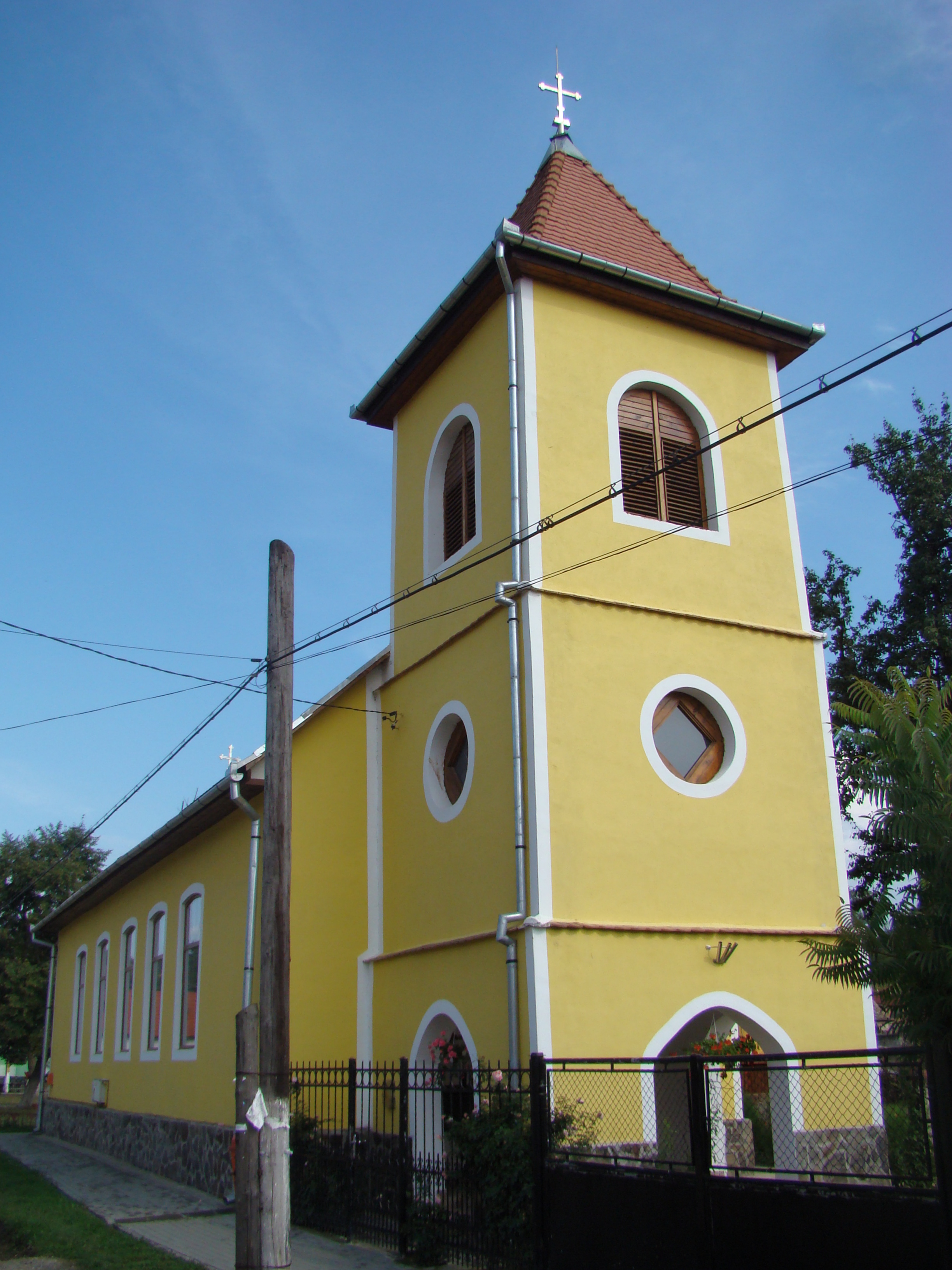
Biserica greco-catolică (1885)
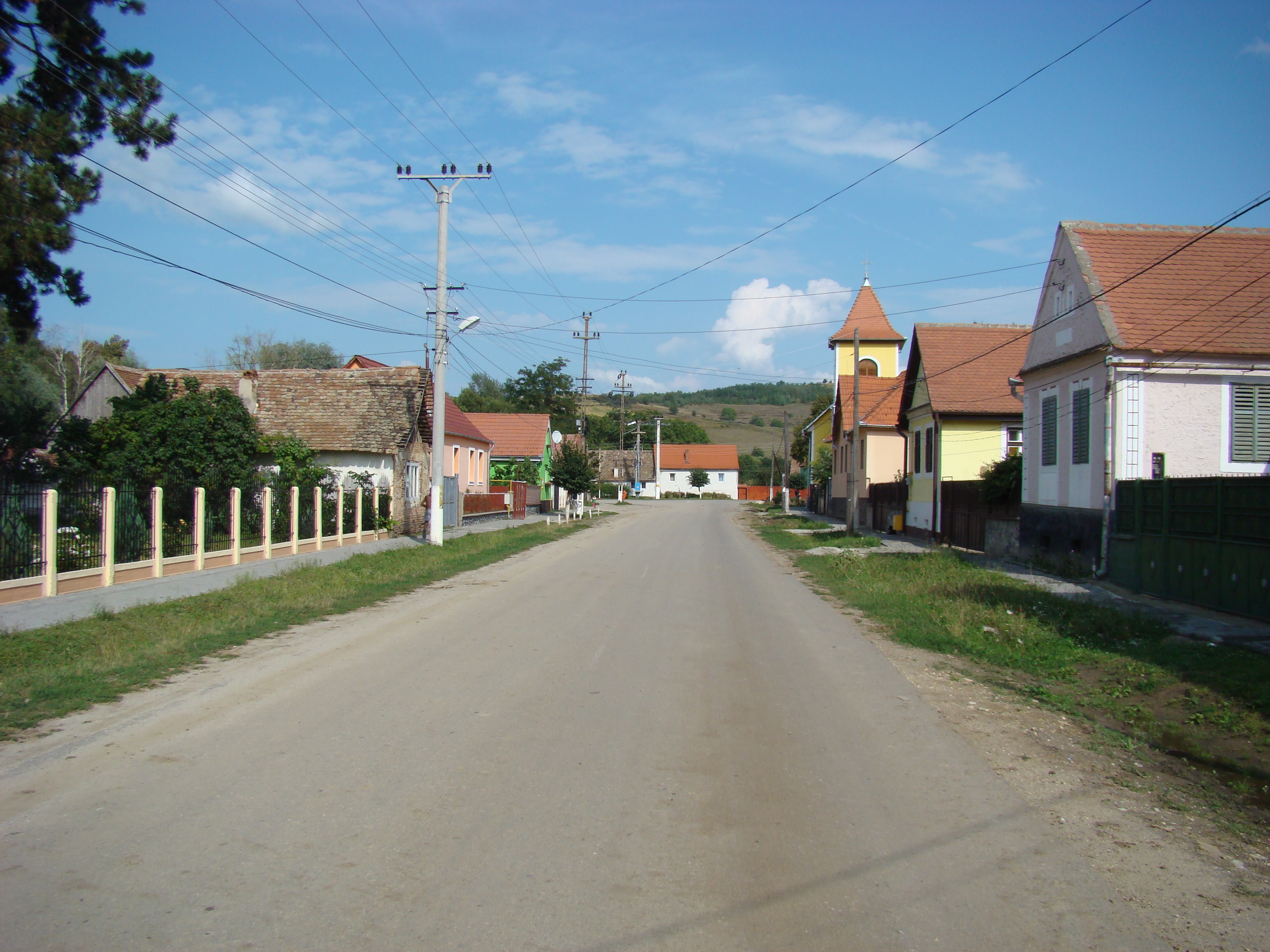
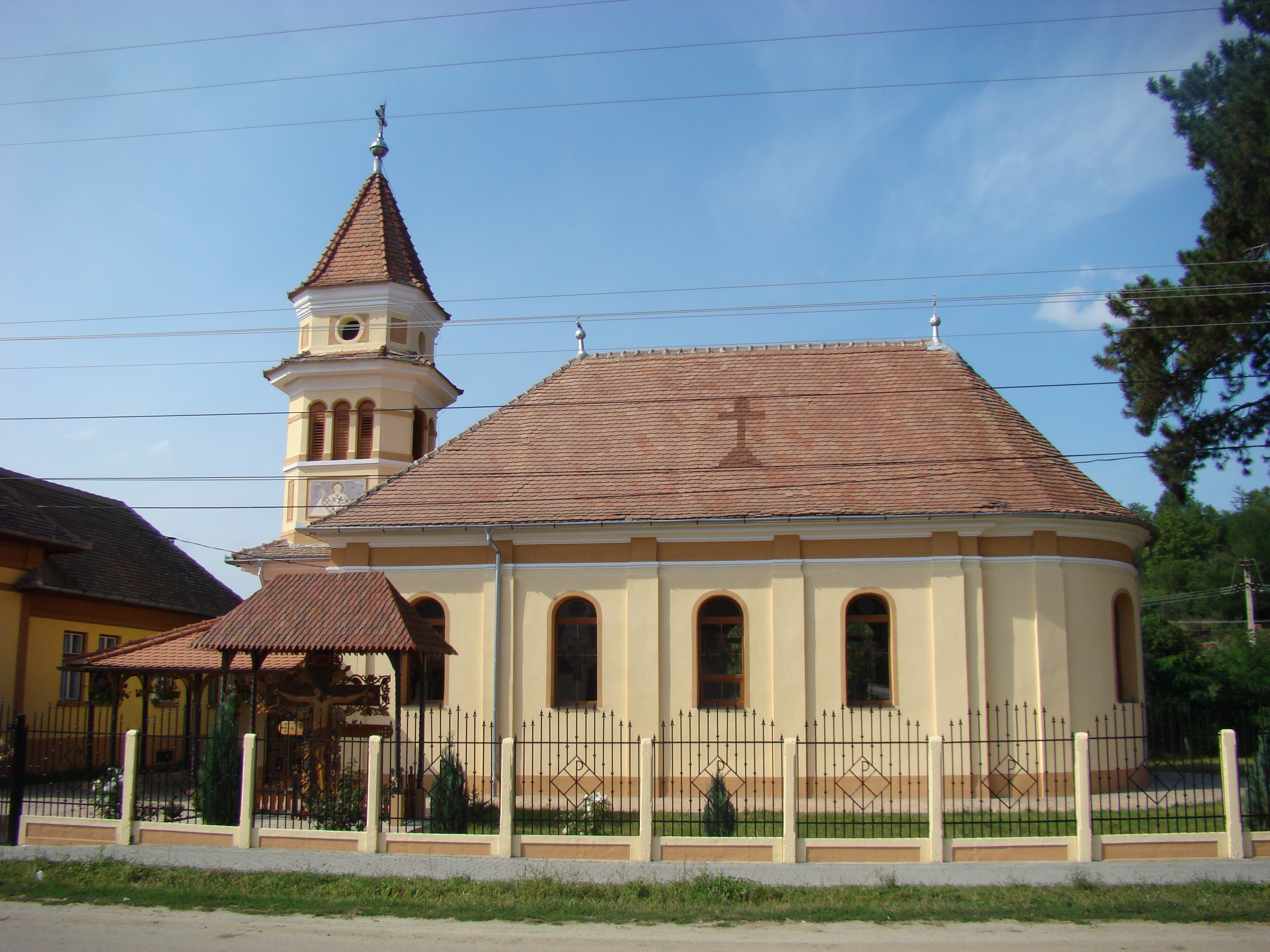
Biserica ortodoxă „Sfântul Nicolae”
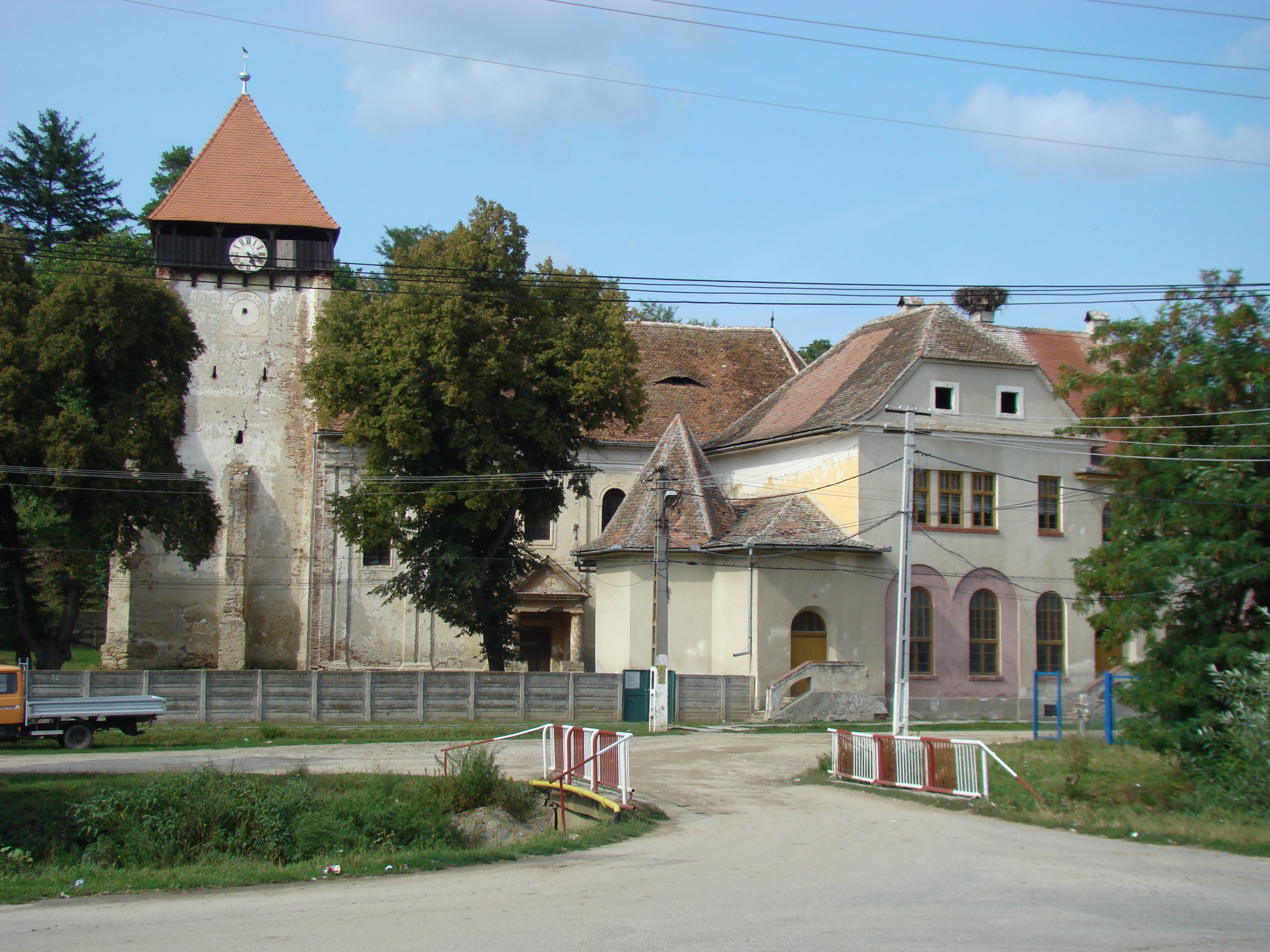
Biserica evanghelică, monument istoric
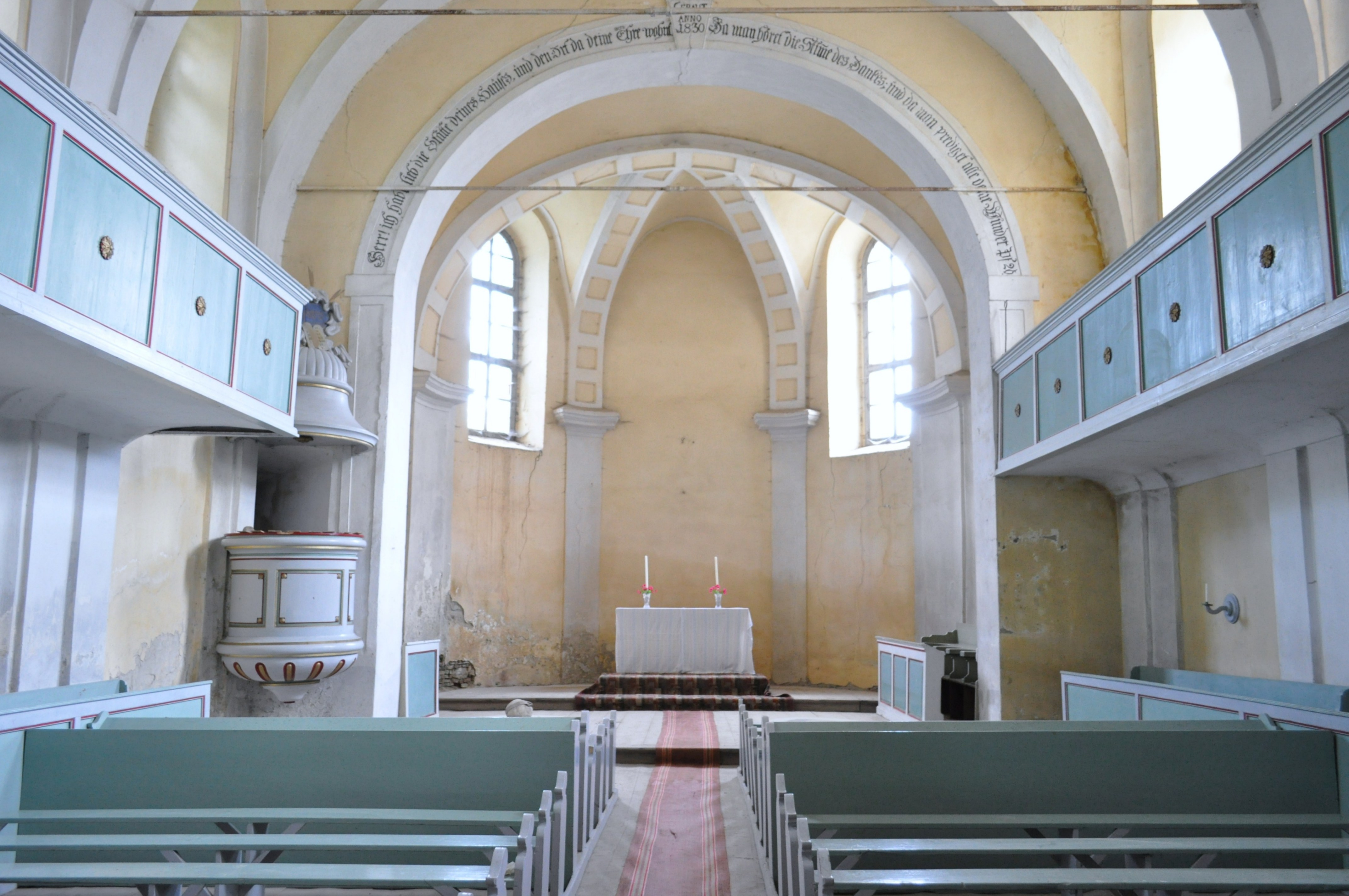
Biserica evanghelică (interior)
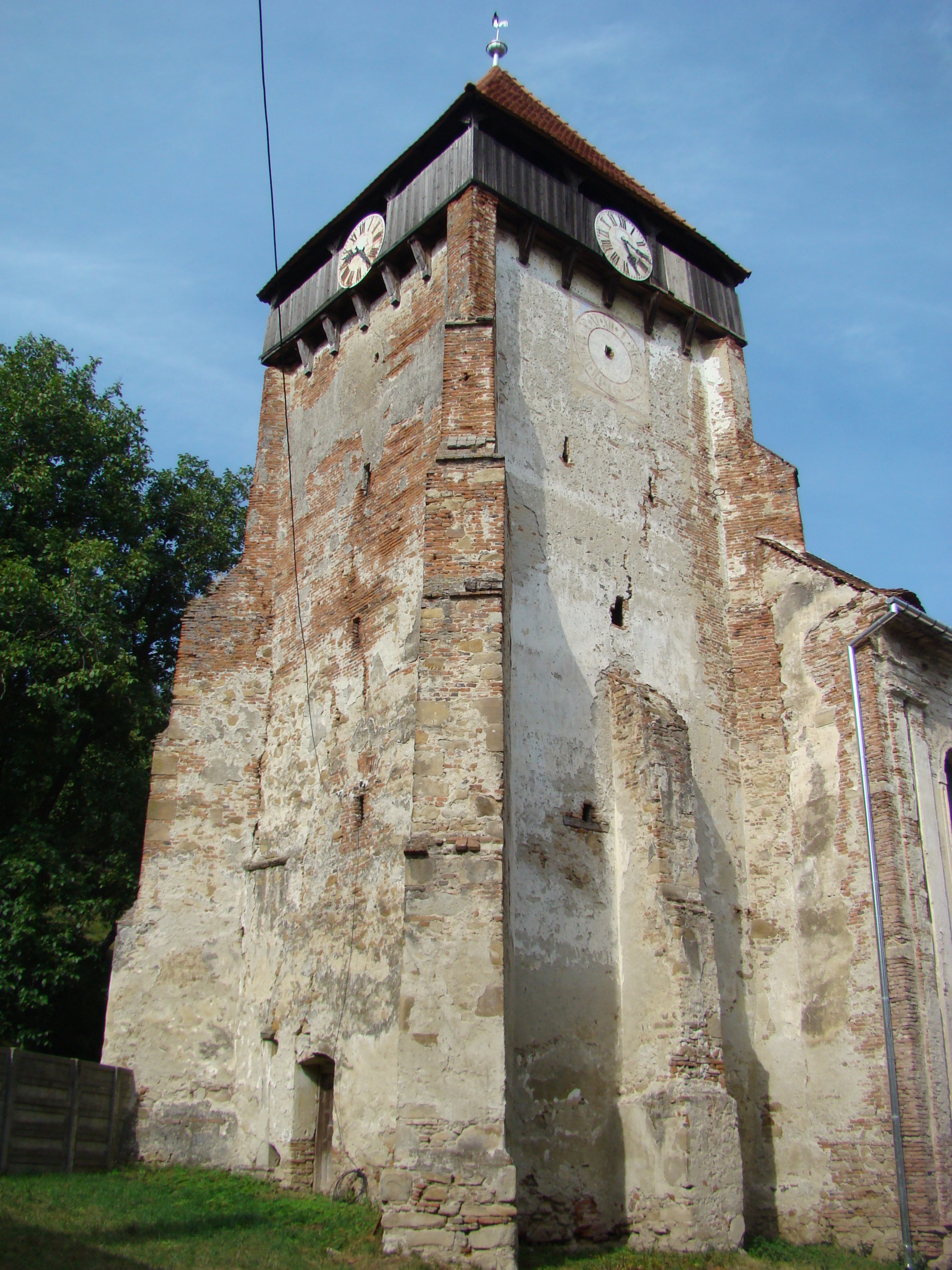
Turnul bisericii evanghelice
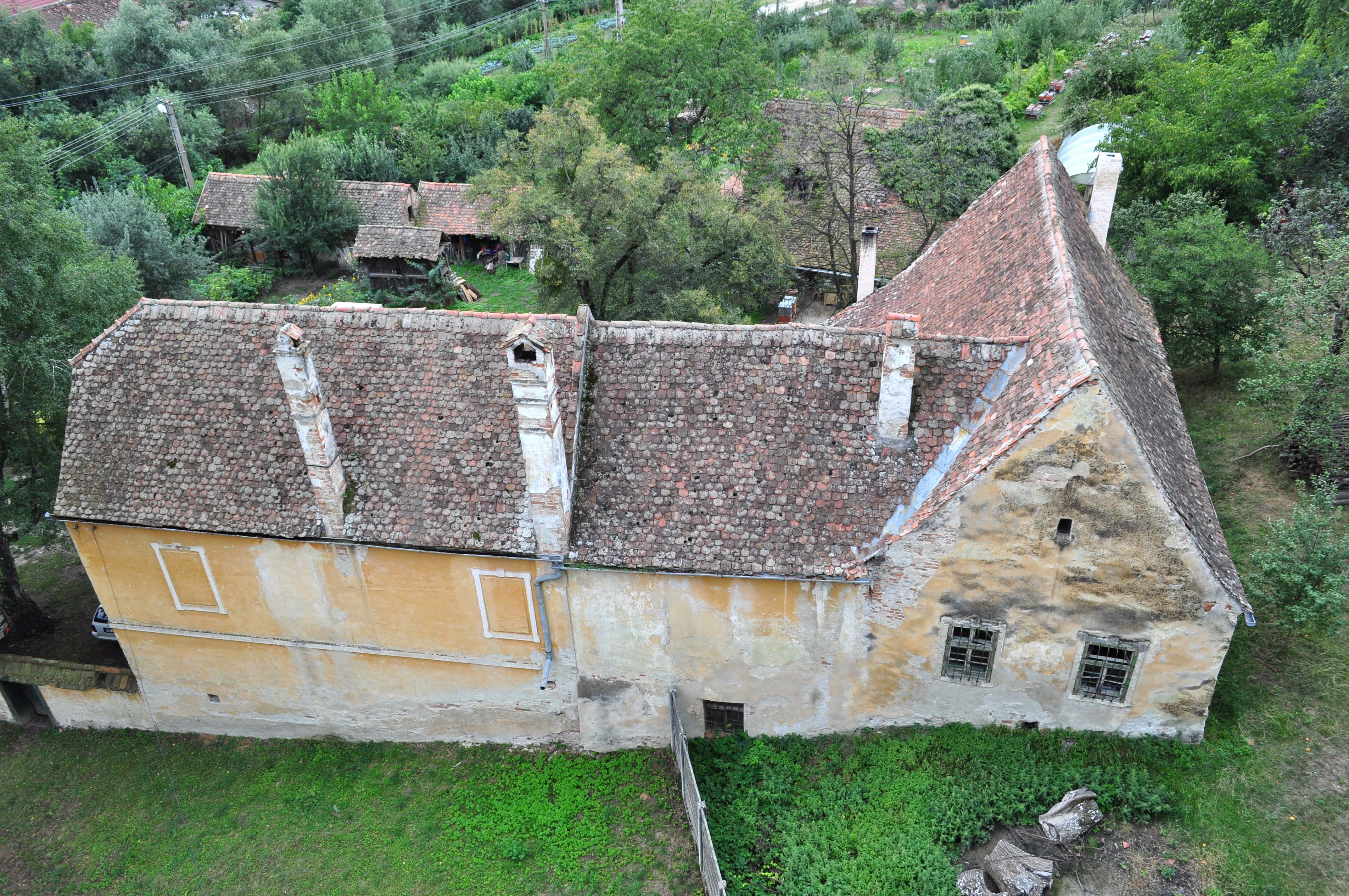
Casa parohială